# Sasha Waltz
Pour les articles homonymes, voir Waltz.
Œuvres principales
Travelogue I - Twenty to Eight
Zweiland
Trilogie  noBody - S - Körper
Didon et Énée
Sasha Waltz, née le 8 mars 1963 à Karlsruhe en Allemagne, est une chorégraphe et danseuse allemande de danse contemporaine.

## Biographie
Sasha Waltz commence la danse à l'âge de cinq ans avec Waltraud Kornhaas, élève de Mary Wigman, à Karlsruhe. De 1983 à 1986, elle étudie à la School for New Dance Development à Amsterdam, puis part pour New York où elle travaille avec Pooh Kaye, Yoshiko Chuma et Lisa Kraus. Durant cette période elle collabore également avec Tristan Honsinger, Frans Poelstra et Mark Tompkins. De retour à Berlin, Sasha Waltz réalise sa première chorégraphie d'importance avec Dialoge en 1992.  L'année suivante elle fonde, avec Jochen Sandig, sa propre compagnie, Sasha Waltz & Guests, localisée à Berlin et crée une œuvre fondatrice Travelogue I - Twenty to Eight, qu'elle danse notamment avec Nasser Martin-Gousset et qui marquera le début de sa première trilogie de post-danse-théâtre. En 1996, elle ouvre, toujours avec Jochen Sandig, le théâtre Sophiensaele à Berlin.
Sa grande reconnaissance internationale date de sa seconde trilogie composée autour du thème du corps avec les pièces Körper, S, et noBody, le dernier tableau ayant été présenté dans la cour du Palais des Papes lors du Festival d'Avignon de 2002.
Elle a codirigé, de 1999 à 2004, la Schaubühne am Lehniner Platz de Berlin avec le metteur en scène Thomas Ostermeier, où elle crée notamment Körper, S, et noBody. Elle chorégraphie Roméo et Juliette pour le Ballet de l'Opéra de Paris en 2007. La même année, elle est désignée « chorégraphe de l'année » par le magazine Ballet-Tanz.
En 2008, elle a reçu le Xème Prix Europe Réalités Théâtrales, à Thessalonique
En mars 2009, la compagnie Sasha Waltz & Guests présente Dialoge 09 - Neues Museum au Neues Museum de Berlin, quelques mois avant sa réouverture après 10 ans de travaux.
Sasha Waltz a reçu les insignes d'officier dans l'Ordre des Arts et des Lettres en avril 2009.

## Principales chorégraphies
- 1992 : Dialoge

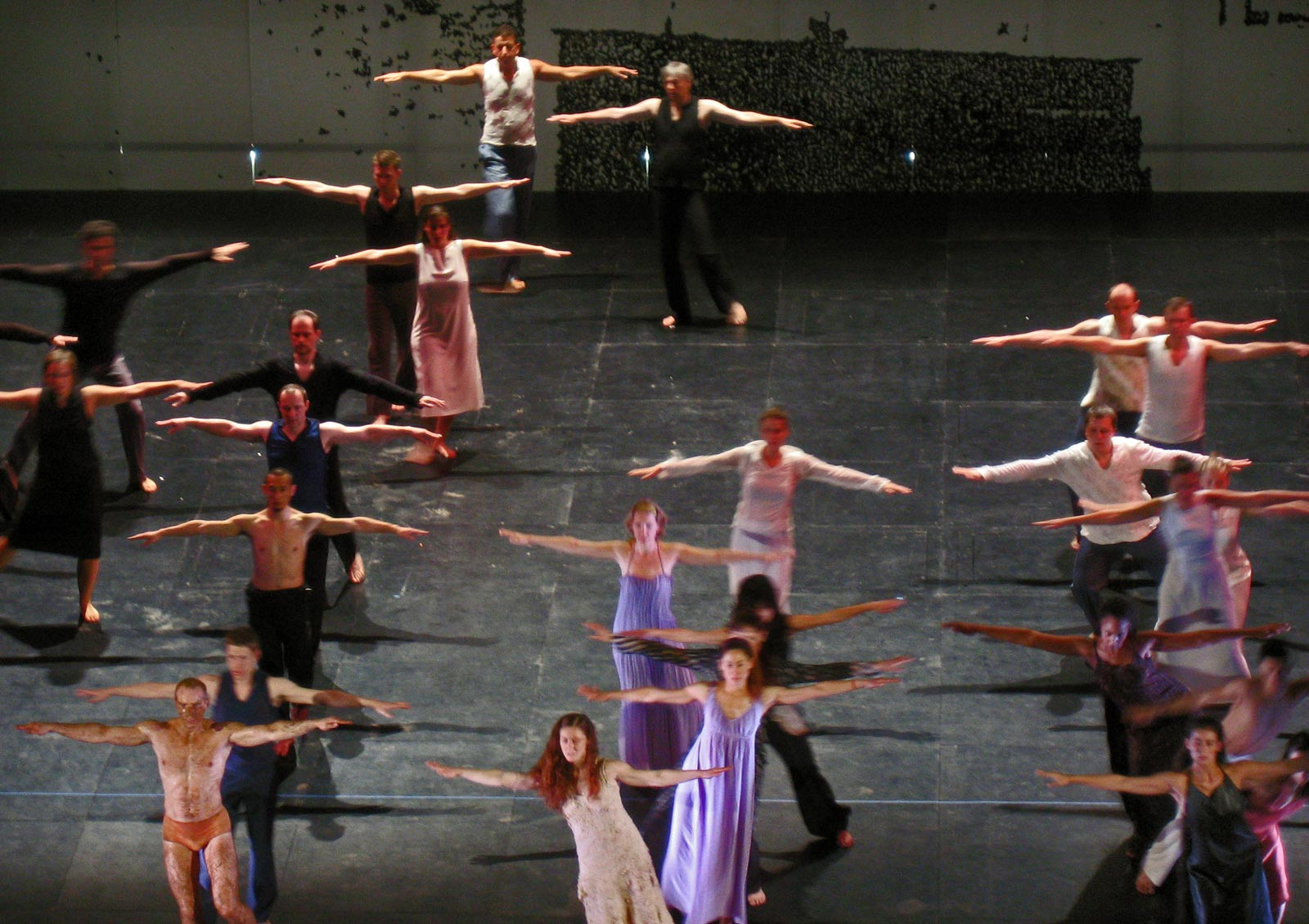
Spectacle de Sasha Waltz au Staatsoper de Berlin en 2006

- 1993 : Travelogue I - Twenty to Eight
- 1994 : Tears Break Fast
- 1995 : All Way Six Steps
- 1996 : Allée des cosmonautes
- 1997 : Zweiland
- 1998 : Na Zemlje
- 1999 : Dialoge 99/II au Musée juif de Berlin
- 2000 : Körper
- 2000 : S
- 2002 : noBody
- 2003 : Insideout
- 2004 : Impromptus
- 2005 : Didon et Énée d'après Purcell
- 2005 : Gezeiten
- 2005 : Fantasie et Fugue à trois
- 2006 : Solo für Vladimir Malakhov
- 2006 : Dialoge 06 - Radiale Systeme
- 2006 : Dialoge Chiostro di San Martino
- 2007 : Medeamaterial[6] sur une musique de Pascal Dusapin
- 2007 : Roméo et Juliette d'après Berlioz pour l'Opéra de Paris (Opéra Bastille)
- 2009 : Dialoge 09 au Neues Museum
- 2010 : Passion, mise en scène de l'opéra de Pascal Dusapin (créé en 2008)
- 2010 : Matsukase, mise en scène de l'opéra de Toshio Hosokawa
- 2011 : Continu
- 2013 : Le Sacre du printemps, musique de Stravinsky
- 2017 : Figure humaine d'après l’œuvre chorale de Francis Poulenc (1943), Elbphilharmonie de Hambourg

## Prix et récompenses
- 2008 : Prix Europe pour le Théâtre - Prix Europe Réalités Théâtrales[7]